# Chuyến bay 188 của Northwest Airlines
Chuyến bay 188 của Northwest Airlines (NW188/NWA188) là một chuyến bay theo lịch trình thường xuyên từ San Diego, California, đến Minneapolis/St. Paul, Minnesota, vào ngày 21 tháng 10 năm 2009, hạ cánh muộn hơn một giờ ở Minneapolis/St Paul sau khi bay quá điểm đến hơn 150 dặm (240 km) vì lỗi của phi công. Do sự cố, Cục Hàng không Liên bang (FAA) đã thu hồi chứng chỉ phi công của các phi công của chuyến bay và Ủy ban An toàn Giao thông Quốc gia (NTSB) đã đưa ra khuyến nghị về những thay đổi đối với quy trình kiểm soát không lưu và các quy tắc dành cho phi hành đoàn. Vụ việc cũng khiến các nhà lập pháp Hoa Kỳ hành động để ngăn phi công trên các máy bay chở khách của Hoa Kỳ sử dụng các thiết bị điện tử cá nhân trong khi lái hoặc bay. Vào năm 2013, những thay đổi đối với tự động hóa sàn đáp đã được đề xuất và các thiết kế nguyên mẫu có thể giảm thiểu lỗi dẫn đến các sự cố tương tự.

## Sự cố
Chiếc Airbus A320 cất cánh từ Sân bay quốc tế San Diego lúc 5:01 chiều. CDT (3:01 chiều tại San Diego). Nó được lên kế hoạch hạ cánh lúc 8:01 tối. CDT. Chỉ chưa đầy hai giờ sau khi cất cánh, lúc 6:56 chiều. CDT, Kiểm soát không lưu đã mất liên lạc vô tuyến với máy bay khi nó bay qua Denver.
Theo quy định của liên bang, ARTCC Denver (nơi mất liên lạc) đã hướng dẫn các phi công liên hệ với ARTCC Minneapolis để nhận được giấy phép sửa đổi để hạ cánh xuống Minneapolis. Tuy nhiên, các phi công đã không làm như vậy. Cả Denver và Minneapolis ARTCC đã thực hiện một số nỗ lực không thành công để tiếp cận các phi công. Theo yêu cầu của Minneapolis ARTCC, các điều phối viên của Tây Bắc đã thực hiện ít nhất tám lần cố gắng tiếp cận các phi công và thúc giục họ thiết lập lại liên lạc vô tuyến, nhưng không thành công. Khi các phi công khác trong khu vực biết được tình hình, họ đã cố gắng giúp đỡ những người điều khiển và cố gắng nâng đỡ các phi công. Tây Bắc cũng đã gửi cho họ một tin nhắn văn bản radio nhưng không được trả lời. Các nhà chức trách lo ngại đến mức NORAD đã chuẩn bị sẵn máy bay chiến đấu để kiểm tra tình trạng an toàn của máy bay. Các quan chức tại Phòng Tình huống của Nhà Trắng cũng được cảnh báo.
Ngay khi các máy bay chiến đấu chuẩn bị tranh giành nhau, kiểm soát không lưu tại Sân bay quốc tế Minneapolis−Saint Paul đã thiết lập lại liên lạc vô tuyến với máy bay lúc 8:14 tối. CDT, lúc đó chuyến bay đã qua Eau Claire, Wisconsin, cách Minneapolis khoảng 100 dặm (160 km) về phía đông. Cơ trưởng Timothy Cheney và cơ phó Richard Cole nói rằng họ không biết vị trí của mình cho đến khi một tiếp viên hàng không hỏi họ dự định hạ cánh lúc mấy giờ. Các kiểm soát viên không lưu lo ngại về sự vượt quá mức đến mức họ đã yêu cầu các phi công thực hiện một loạt thao tác để xác nhận rằng các phi công đang kiểm soát máy bay, cũng như để xác minh rằng mục tiêu bộ phát đáp mà họ nhận được trên radar thực sự là Chuyến bay 188. cuối cùng đã hạ cánh, muộn hơn một giờ, lúc 9:04 tối CDT.

## Điều tra
Trong quá trình điều tra, Cheney và Cole nói với các điều tra viên của Ủy ban An toàn Giao thông Quốc gia rằng họ đang xem lịch trình bằng máy tính xách tay của mình—một vi phạm nghiêm trọng các nguyên tắc cơ bản của phi công, cũng như vi phạm chính sách của Delta Air Lines (Delta gần đây đã sáp nhập với Northwest Airlines). Các phi công bác bỏ gợi ý từ một số chuyên gia an toàn hàng không rằng họ đã ngủ gật.
Các phi công khẳng định rằng, mặc dù không nghe thấy bất kỳ cuộc gọi vô tuyến nào cũng như không nhìn thấy bất kỳ thông báo trực quan nào, nhưng họ vẫn chưa ngủ. Tại Hoa Kỳ, FAA cấm phi công ngủ trưa ngắn, nhưng các hãng hàng không từ các quốc gia khác cho phép chợp mắt ngắn khi ở bên ngoài không phận Hoa Kỳ. Các hãng hàng không này bao gồm British Airways, Qantas và Air France. Máy ghi âm buồng lái đã được các điều tra viên kiểm tra, nhưng thông tin chỉ có giá trị trong 30 phút. Thông tin có giá trị hơn một giờ sẽ cần thiết để có sẵn tất cả thông tin về phần của chuyến bay qua Minneapolis.

## Hậu quả
Vào ngày 27 tháng 10 năm 2009, FAA đã đình chỉ các phi công. FAA phát hiện ra rằng Cheney và Cole đã mất liên lạc vô tuyến với các kiểm soát viên không lưu trong hơn một tiếng rưỡi "trong khi bạn đang vui đùa một mình." Nó trích dẫn các phi công vì đã hành động "hoàn toàn vô chủ và coi thường" nhiệm vụ của họ, đồng thời "thảnh thơi và không quan tâm" đến mối nguy hiểm mà hành động của họ gây ra cho chính họ, hành khách và phi hành đoàn. Trong số những điều khác, FAA phát hiện ra rằng các phi công đã không tuân thủ các hướng dẫn và giải phóng mặt bằng của kiểm soát không lưu và không theo dõi radio của máy bay. FAA phát hiện ra rằng các phi công đã điều khiển máy bay một cách bất cẩn và liều lĩnh, và do đó cho thấy họ thiếu "mức độ quan tâm, kỹ năng, khả năng phán đoán và trách nhiệm" để có bằng phi công. Vụ việc và cuộc điều tra sau đó đã dẫn đến một số thay đổi trong quy tắc dành cho phi hành đoàn buồng lái và kiểm soát viên không lưu.
Một vấn đề đáng quan tâm khác là sự chậm trễ kéo dài hơn một giờ kể từ thời điểm các kiểm soát viên không lưu nhận ra rằng máy bay đã mất liên lạc vô tuyến cho đến khi một cảnh báo trên Mạng Sự kiện Nội địa (DEN) được tạo và NORAD được thông báo về tình hình. Chỉ huy của NORAD, Tướng Gene Renuart Jr., cho biết trong một cuộc phỏng vấn rằng lý tưởng nhất là cảnh báo được tạo ra trong vòng 10 phút sau khi mất liên lạc và nếu họ được cảnh báo kịp thời, các máy bay chiến đấu sẽ xuất kích để đánh chặn. Vào thời điểm máy bay chiến đấu sẵn sàng cất cánh, phi hành đoàn đã liên lạc lại với bộ điều khiển mặt đất. Một thông báo cập nhật của FAA có hiệu lực từ ngày 10 tháng 11 năm 2010 yêu cầu đưa ra cảnh báo trong vòng năm phút kể từ lần liên lạc vô tuyến được ghi lại lần cuối.